# Unciaria
La lex unciaria va ser una llei romana establerta en temps de Sul·la i Quint Pompeu Rufus l'any 88 aC que va reduir a la dècima part el pagament de les usures que fins aquell moment no s'haguessin satisfet, o que dispensava als deutors de vuit dècimes parts dels capitals que devien. Com que només se'n conserva un petit fragment tot el contingut de la llei és bastant incert.